# Microcaecilia rabei
La cecilia pequeña (Microcaecilia rabei) es una especie de anfibio gimnofión de la familia Caeciliidae.
Habita en la zona central del Surinam (y por tanto en la Reserva Natural de Surinam Central), y en el estado de Bolívar (Venezuela). Tal vez habite también en el Brasil y en la República Cooperativa de Guyana.
Sus hábitats naturales incluyen bosques secos tropicales o subtropicales, plantaciones, jardines rurales y zonas previamente boscosas ahora muy degradadas.